# Contes de la brousse et de la forêt
Les Contes de la brousse et de la forêt sont une série de contes africains d'André Davesne et J. Gouin, illustrés par Paulette Lagosse. 
Ces contes sont publiés entre 1921 et 1996 et ont une visée éducative. Ils sont écrits par des auteurs français à l'intention des enfants africains. Peuplés d'animaux ayant chacun son caractère, ses qualités et ses défauts, ils ressemblent aux Fables de Jean de La Fontaine. Ils mêlent des histoires de différents continents. L'entreprise est à situer dans le contexte du colonialisme,.